# Torben et Sylvia
Pour plus de détails, voir Fiche technique et Distribution.
Torben et Sylvia (Æblet og Ormen en version originale, littéralement La Pomme et le Ver) est un film d'animation dano-suédois animé en TVPaint et réalisé par Anders Morgenthaler et sorti en 2009.

## Synopsis
Torben est une pomme ronde et rouge comme celles des rayons de supermarchés dont il rêve d'agrémenter les rayons. Egoïste, il n'hésite pas à déloger toutes les pommes infectées ou peu jolies de l'arbre où il pousse. Un jour, un ver, répondant au nom de Sylvia décide d'élire domicile dans 
sa chair et de devenir sa colocataire et son amie. Découvant qu'il est rongé par un ver, les autes pommes vont à leur tour l'exclure de l'arbre. Voyant ses projets contrariés, Torben, aidé dans de son ami Newton, élaborent un plan pour se débarrasser du parasite. Les trois compères vont alors être confrontés à une série d'aventures, allant de jardins en potagers...

## Fiche technique
- Titre : Torben et Sylvia
- Titre original : Æblet og Ormen
- Réalisation : Anders Morgenthaler
  - Coréalisation : Mads Juul
- Scénario : Methe Bendix, Anders Morgenthaler et Marie Østerbye
- Musique : Henrik Lindstrand
- Montage : Martin Schade, Andri Steinn et Marion Tuor
- Producteur : Sarita Christensen, Petter Lindblad et Mimmi Spång
  - Producteur exécutif : Malte Forssell, Rebecka Lafrenz et Vibeke Windeløv
- Production : Copenhagen Bombay, Garagefilm International, DR, Sveriges Television et Nordisk Film
- Distribution : Cinéma Public Films
- Pays :  Danemark et  Suède
- Langue : danois et suédois
- Durée : 72 minutes
- Genre : Animation
- Dates de sortie :
  - Danemark : 30 octobre 2009
  - Suède : 29 octobre 2010
  - France : 20 novembre 2013

## Distribution

### Voix originales
- Frank Hvam : Torben une pomme névrosé
- Sidse Babett Knudsen : Sylvia une ver bavard
- Lars Hjortshøj : Newton une pomme vert qui est pris pour une poire
- Michael Carøe : Kirsbær une cerise qui accompagne Newton
- Tommy Kenter : Ormedoktor une pois méchant qui se spécialise dans les vers.

### Voix françaises
- Nessym Guetat : Torben
- Magali Rosenzweig : Sylvia
- Julien Sibre : Newton et Cerise
- Adrien Antoine : Docteur de Vers